# Мухаммад аш-Шаукани
Муха́ммад ибн Али аш-Шаука́ни (аш-Шавкани, араб. محمد الشوكاني‎; 1760, совр. Йемен — 1839, Сана, совр. Йемен) — исламский богослов, правовед и реформатор, член салафитского движения из Йемена.

## Биография
На протяжении всей своей жизни Мухаммад аш-Шаукани не покидал Йемен из-за того, что его родители не дозволяли ему выходить за пределы Саны. После обучения всему, чему можно было научиться у учителей Саны, он стал самостоятельно изучать книги. В 1795 году имам Йемена аль-Мансур Али I назначил аш-Шаукани верховным шариатским судьёй (кади) Саны.
Имамы Йемена были приверженцами зейдитской правовой школы. Аш-Шаукани же не был сторонником ни одной из правовых школ (мазхаб), но в целом склонялся к суннитской правовой доктрине. В книге «аль-Кауль аль-муфид фи адиллат аль-иджтихад ва-т-таклид» (араб. القول المفيد في أدلة الاجتهاد والتقليد‎) он утверждал, что не нужно следовать никакому мазхабу. Его концепция иджтихада была более радикальной, нежели у Мухаммада ибн Абд аль-Ваххаба или Шаха Валиуллаха Дихлави. Аш-Шаукани был знаком с учением ваххабитов и в целом относился к ним позитивно. Он так же, как и ваххабиты, был противником поклонения святым и паломничества к местам их погребения. В 1807—1815 годах аш-Шаукани состоял в переписке с главой государства Саудитов.
Его идеи и сочинения были предвестниками исламского модернизма первой половины XX века. Многие из его книг существуют в современных изданиях. Рашид Рида считал его муджаддидом («обновителем») XII века хиджры.